# Mário Bernd
Mário Bernd Neto (Porto Alegre, 16 de julho de 1950) é um político brasileiro, filiado ao Cidadania.
É médico formado pela Fundação Faculdade Federal de Ciências Médicas de Porto Alegre, em 1975. Foi diretor regional da Superintendência de Campanhas de Saúde Pública – SUCAM-RS (1987 a 1991); e coordenador regional da Fundação Nacional de Saúde do Rio Grande do Sul – FUNASA-RS (1991 a 1998).
Foi Deputado Estadual de 1999 a 2002 e vice-presidente da Assembléia Legislativa do Rio Grande do Sul em 2000. Foi candidato a Senador pelo PPS Gaúcho em 2006, tendo terminado a disputa em 4° lugar, com 14,77% dos votos, com uma pequena diferença de 0,8% para a terceira colocada. Foi diretor-presidente e diretor de planejamento do Banco Regional de Desenvolvimento do Extremo Sul (BRDE).